# Jennifer mon amour
Pour plus de détails, voir Fiche technique et Distribution.
Jennifer mon amour (Jennifer on My Mind) est un film américain de Noel Black sorti en 1971.

## Synopsis
Un jeune homme, Marcus, rencontre à Venise une belle jeune femme, Jenny. Ils tombent amoureux et décident de voyager à travers l'Europe en fumant de la marijuana. Quand Jenny décide de rentrer aux États-Unis, Marcus se rend compte que la femme qu'il aime est devenue totalement dépendante de la drogue.

## Fiche technique
- Titre français : Jennifer mon amour[1]
- Titre original : Jennifer on My Mind
- Réalisation : Noel Black
- Scénario : Erich Segal, d'après le roman Heir de Roger L. Simon
- Production : Bernard Schwartz
- Directeur de la photographie : Andrew Laszlo
- Montage : John W. Wheeler
- Musique : John C. Hammell. Compositeurs : Tom Paxton et Stephen Lawrence (compositeurs de Where the Good Songs On)
- Direction artistique : Ben Edwards
- Dates de sortie : 
  - États-Unis : 10 novembre 1971 (New York)
  - France : interdit en 1972 pour incitation à la toxicomanie[1],[2]

## Distribution
- Michael Brandon : Marcus
- Tippy Walker : Jenny
- Steve Vinovich : Ornstein
- Lou Gilbert : Max
- Chuck McCann : Sam
- Peter Bonerz : Sergei
- Renée Taylor : Selma
- Bruce Kornbluth : Dolci
- Robert De Niro : Mardigian
- Michael McClanathan : Hell's Angel no 1
- Allan F. Nicholls : Hell's Angel no 2
- Ralph J. Pinto : Hell's Angel no 3
- Barry Bostwick : Nanki
- Jeff Conaway : Hanki
- Nick Lapadula : Flic à moto
- Leib Lensky : Cantor
- Ketti Porosdocimo : Petite fille à la Sinagogue
- Lino Tucchetto : Gondolier chantant
- Rehn Scofield : Passager du corbillard
- Alfredo Michelangeli : le concierge de l'hôtel
- Kim Hunter : Mère de Walker (scènes supprimées)
- John Frederick : George
- Joseph George : Flic du poste de péage
- Jack Hollander : agent de la sûreté de l'État
- Victor Rendina (en) : Vieil homme
- Erich Segal : Gondolier

## Article annexe
- Psychotrope au cinéma et à la télévision